# Secousse hypnique
La secousse hypnique, myoclonie d'endormissement,  myoclonie hypnagogique ou encore sursaut du sommeil est un sursaut avec contraction soudaine des muscles qui advient à l'endormissement. 60 à 70 % de la population mondiale en ont déjà fait l'expérience ; les témoins disent que, pendant leur sommeil, ils ont « l'impression de tomber » et se réveillent en sursaut. Sauf dans de rares cas où elle est très handicapante, elle est tout à fait normale et ne constitue pas à proprement parler un trouble du sommeil.

## Définition
Il s'agit de secousses musculaires rapides, survenant lors de l'endormissement. Elles peuvent être généralisées ou ne concerner qu'un groupe musculaire (les membres inférieurs essentiellement). Elles peuvent ou non réveiller le sujet. Elles peuvent être accompagnées d'hallucinations hypnagogiques, le plus souvent de type vestibulaire (sens de l'équilibre) : une impression de chute. D'autres types d'hallucinations y sont parfois associées (visuelles, auditives).
Il faut distinguer des myoclonies hypnagogiques, les mouvements périodiques des jambes, le syndrome des jambes sans repos, ainsi que certaines formes d'épilepsie nocturne

## Origine
L'origine de ce phénomène est mystérieuse. Différentes hypothèses ont été proposées :
- La première est qu'il se produirait lorsque le sujet est prêt à s'endormir et qu'au lieu de passer par les différents stades, le sujet tombe soudain dans un sommeil profond sans explication : c'est le sommeil paradoxal. Durant ce sommeil, le cerveau réagit en essayant de comprendre ces changements de stades et finit par provoquer une myoclonie, ce qui provoque le réveil. En réalité le dormeur n'est pas en train de dormir, il est dans un état de "demi-sommeil".[réf. nécessaire]
- Une seconde hypothèse explique le réveil en sursaut : une modification cérébrale pourrait provoquer une erreur dans l'activité musculaire, ce qui causerait le réveil en panique[1].
- Une autre possibilité serait liée à l'activité musculaire journalière. Celle-ci doit être traitée et les muscles relâchés pour permettre la phase d'endormissement et de régénération. Si le relâchement musculaire est lié à une image forte ou dangereuse, un mouvement réflexe est amorcé, c'est une myoclonie d'endormissement.
- Enfin, la quatrième hypothèse, qui explique ce sursaut est l'impression de chute causée par la décontraction rapide de plusieurs grands groupes musculaires. Ce phénomène peut-être un instinct primitif. En effet de nombreux primates dorment dans les arbres, et une chute pendant leur sommeil pourrait avoir des conséquences néfastes, ce mécanisme aurait pour but de protéger instinctivement l'individu d'une chute.[réf. nécessaire]